# Serbenten
Serbenten, litauisch Serbentai, ist ein verlassener Ort im Rajon Krasnosnamensk der russischen Oblast Kaliningrad.
Die Ortsstelle befindet sich an der Grenze zu Litauen sechs Kilometer östlich von Paporotnoje (Plonszöwen/Waldhufen) an der Scheschuppe umgeben vom les Scheschupski (dt. Weszkaller Forst, 1938 bis 1945: Staatsforst Waldlinden). Neun Kilometer südlich liegt Pobedino (Schillehnen/Schillfelde).

## Geschichte

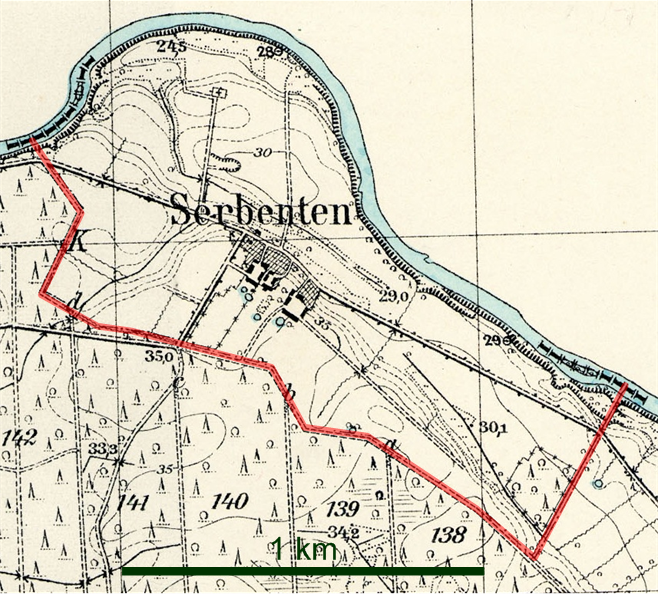
Die Landgemeinde Serbenten auf einem Messtischblatt von 1927

Der Ort wurde seit 1539 erwähnt. Er wurde zunächst mit Serpentuasail, Serpennthischk, Serbentischken und Sarpenten bezeichnet. Um 1780 war Serpenten ein königliches Dorf. 1874 wurde die Landgemeinde Serbenten in den neu gebildeten Amtsbezirk Wisborienen im Kreis Pillkallen eingegliedert. 1945 kam der Ort in Folge des Zweiten Weltkrieges mit dem nördlichen Ostpreußen zur Sowjetunion. Einen russischen Namen erhielt er nicht mehr.

### Einwohnerentwicklung
| Jahr | Einwohner | Bemerkungen                 |
| ---- | --------- | --------------------------- |
| 1867 | 42        |                             |
| 1871 | 55        |                             |
| 1885 | 46        |                             |
| 1905 | 31        | davon 14 litauischsprachige |
| 1910 | 36        |                             |
| 1933 | 29        |                             |
| 1939 | 28        |                             |

## Kirche
Sarpenten gehörte zum evangelischen Kirchspiel Schillehnen. Die katholische Minderheit (1905: 2 von 31 Bewohnern) war bis 1930 in Bilderweitschen und dann in Schillehnen eingepfarrt.